# Ignasi Agustí i Peypoch
Ignasi Agustí i Peypoch (3. září 1913, Lliçà de Vall, Vallès Oriental – 26. února 1974, Barcelona) byl katalánský spisovatel, novinář a básník.

## Životopis
Navštěvoval jezuitskou školu a pak vystudoval práva v Barceloně. Začal psát v katalánštině a vydal sbírku básní El veler (1932), drama L'esfondrada (1934) a Benaventurats els lladres (1935).
Jako člen Lliga Regionalista za občanské války uprchl z Katalánska a usadil se ve frankistické oblasti, kde působil s Josepem Vergésem i Matas a založil časopis Destino, mluvčí katalánských falangistů. Po válce se vrátil do Barcelony a pokračoval v literárním psaní pouze v kastilštině a po dobu několika měsíců řídil noviny Tele/eXpres. V letech 1962 až 1971 byl prezidentem barcelonského Athenaea.
Nejvýznamnějším literárním dílem je soubor románů shromážděných v seriálu nazvaném La ceniza fue árbol, který je příběhem buržoazní rodiny z Barcelony.
Jeho rukopisy jsou uchovány v knihovně Katalánska.

## Dílo
poezie
- Montcada (1930)
- Urna galant (1931)
- Versos del meu paisatge (1931)
- El veler (1932)

drama
- L'esfondrada (1934)

romány
- Benaventurats els lladres (1935)
- Un siglo de Cataluña (1940)
- Los surcos (1942)

La ceniza fue árbol
- Mariona Rebull (1943)
- El viudo Rius (1944)
- Desiderio (1957)
- Diecinueve de julio (1965)
- Guerra civil (1972)

memoáry
- Ganas de hablar (1974)